# Blastocèle
 (octobre 2018).
Si vous disposez d'ouvrages ou d'articles de référence ou si vous connaissez des sites web de qualité traitant du thème abordé ici, merci de compléter l'article en donnant les références utiles à sa vérifiabilité et en les liant à la section « Notes et références ».

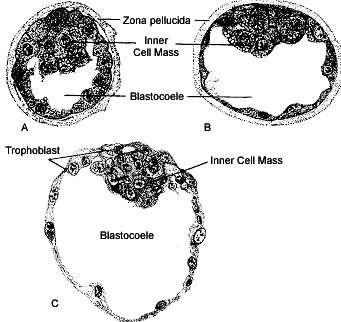
Blastocèle.

Le blastocèle, ou  blastocoele, est une cavité apparaissant entre les blastomères, caractéristique du stade blastula des embryons. Il est rempli de liquide, d'eau et de sels.
Le blastocèle se forme par la conjonction de deux phénomènes :
- la non adhésion  des cellules trophoblastiques par l'intermédiaire de jonctions étanches (dispositif anti-reflux) (ou jonctions serrées) ;
- l'expression partielle dans les cellules du cytosquelette, la Na/K ATPase qui entraîne un flux de sodium, et par osmose un flux de liquide utérin, vers l'intérieur de l'embryon. Une fois à l'intérieur, ce liquide ne peut plus en sortir.

La formation du blastocèle a pour conséquence l'amincissement et la fragilisation de la zone pellucide.